# Motettenchor der Münsterkantorei Ulm
Münsterkantorei Ulm ist der organisatorische und inhaltliche Sammelbegriff aller Chöre am Ulmer Münster. Über Ulm hinaus bekannt ist vor allem der Motettenchor, zu dessen Aufgaben als Hauschor des Ulmer Münsters neben den konzertanten Aufführungen im Ulmer Münster und der Ulmer Pauluskirche auch das Singen in den Gottesdiensten im Münster zählt. Der Motettenchor der Münsterkantorei wurde 1956 durch Münsterkantor Hans Jakob Haller gegründet und bis 1971 geleitet. Anschließend lag die Leitung in Händen von Edgar Rabsch (1972–1990) und Kirchenmusikdirektor Friedrich Fröschle (1991–2009).
Oratorische Werke zählen ebenso zur Werkauswahl wie A-cappella-Literatur. Die Chorsänger erhalten regelmäßige Gruppen- und Einzelstimmbildung. Probenwochenenden und Konzertreisen (2011 nach Schleswig-Holstein, 2014 nach Dresden und Leipzig, 2016 nach Österreich) zählen ebenso zur Chorarbeit. In den vergangenen Jahren führte der Motettenchor u. a. alle Bach-Passionen, das Weihnachtsoratorium und Magnificat, Mendelssohns „Lobgesang“, Strawinskys „Psalmensinfonie“, das Mozart-Requiem, Max Bruchs „Moses“ sowie zahlreiche Bach-Kantaten auf. Von sehr besonderer Bedeutung in Ulm ist in der Chorarbeit des Motettenchores die Ausrichtung des alljährlichen Schwörkonzertes aus Anlass des Schwörmontags in Zusammenarbeit mit dem Philharmonischen Orchester der Stadt Ulm und des Theater Ulm.
Während der Proben wird der Chor stimmbildnerisch von Annette Küttenbaum betreut. Seit 2010 steht er unter Leitung von Friedemann Johannes Wieland.

## Geschichte
Bereits Mitte des 19. Jahrhunderts existierte am Ulmer Münster der so genannte Münsterchor. Beim Bombenangriff am 2. März 1945 auf Ulm wurde das Archiv mit sämtlichen Nachweisen hierzu zerstört. Eine handschriftliche Notiz, die dies dokumentiert, ist erhalten, ebenso einzelne Chornotenbände aus den 1880er Jahren. 1956 gründete Hans Jakob Haller den Motettenchor und den Jugendchor neu. Die Probenarbeit und der Neuaufbau verliefen parallel zum Münsterchor, der sich im Laufe der Jahre auflöste. Zeitgleich wurde die wöchentliche Konzertreihe Motette am Ulmer Münster eingeführt, die von den beiden neu gegründeten Chören abwechselnd gestaltet wurde.
Barbara Haller leitete die Chorarbeit mit den jungen Sängerinnen und Sängern. Sie begründete 1957 auch die Tradition der Krippenkurrende. Seit 1957 wird traditionell jedes Jahr (mit einer Unterbrechung) die Weihnachtsgeschichte in der immer gleichen Abfolge an alten Weihnachtsliedsätzen am Samstag vor dem Dritten Advent im Chorraum des Münsters aufgeführt.
Unter Edgar Rabsch vergrößerten sich beide Chöre wesentlich. Besonderes Merkmal dieser Entwicklung war zum einen die begonnene Gesamtaufführung sämtlicher Bach-Kantaten und Oratorien, zum anderen erlangte der Jugendchor seine Blütezeit, die in jährliche und zunehmend internationale Konzertreisen mündete. Ebenso erklangen zahlreiche Uraufführungen seiner Kompositionen.
Nach Edgar Rabschs plötzlichem Tod 1990 übernahm Friedrich Fröschle 1991 die Leitung des Motettenchores und die Verantwortung für die gesamte Chorarbeit am Münster. Die Kinder- und Jugendchorarbeit leitete Evelin Kramer (ehem. Bracks-Fröschle) von 1992 bis 2008. Mitarbeit: Verena Schwarz und Christina Rabsch-Dörr (Stimmbildung).
Nach dem Eintritt Friedrich Fröschles in den Ruhestand übernahm Friedemann Johannes Wieland ab 2010 die musikalische Leitung am Ulmer Münster. Er gründete 2011 das 'vokalensemble ulmer münster' und die „Tage für Alte Musik“ (immer am ersten Oktoberwochenende).
Die Leitung der Kinderchöre hatte von 2010 bis 2015 Iris Wieland inne, seit 2016 werden sie von Stephanie Dinkelaker geleitet.

## Chöre
- Kinderchöre
- Kinderkantorei und Jugendchor
- Motettenchor der Münsterkantorei
- vokalensemble ulmer münster

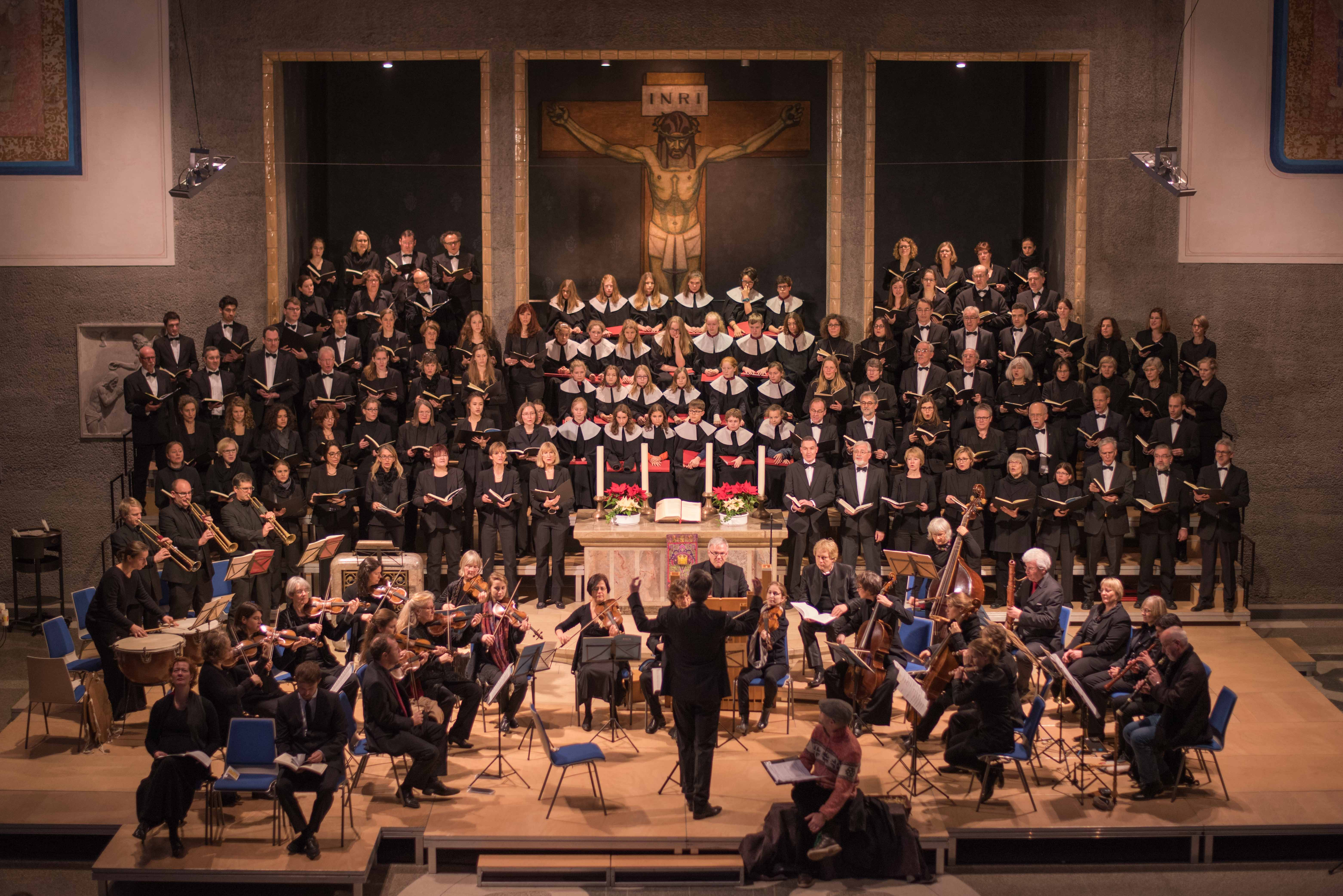
Jugendchor und Motettenchor beim Weihnachtsoratorium 2015

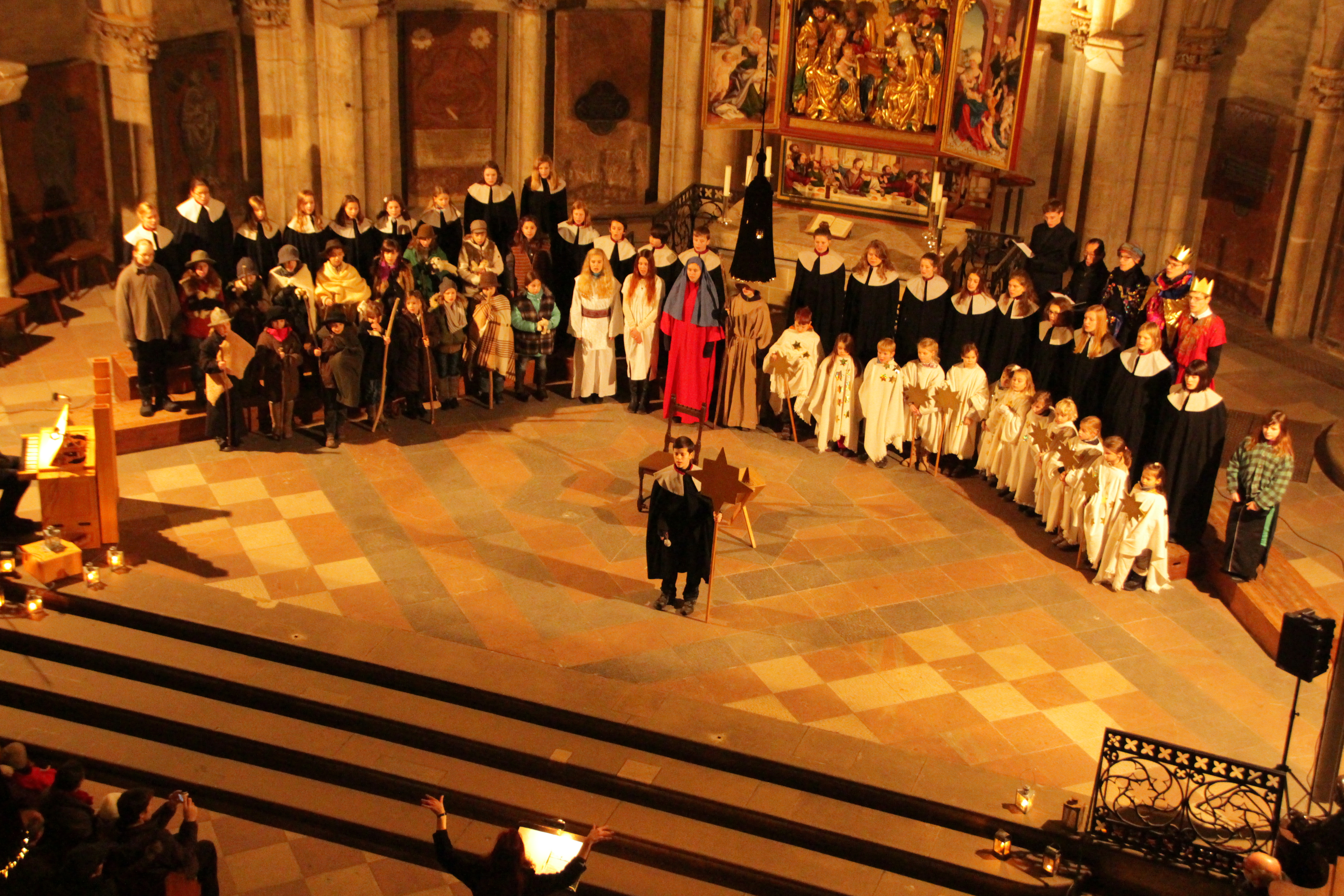
Krippenkurrende 2013

Die Proben der Chöre finden im Haus der Begegnung statt.

## Münsterkantoren
- Hans Jakob Haller: 1955–1971
- Edgar Rabsch: 1972–1990
- Friedrich Fröschle: 1991–2009
- Friedemann Johannes Wieland: ab 2010[1]